# De cape et d'épée (roman)
 (juin 2019).
Pour les articles homonymes, voir De cape et d'épée.
De cape et d'épée est un roman écrit par Joseph Peyré publié aux éditions Grasset en 1938.